# 레이숑이스 SC
레이숑이스 스포르트 클루브(Leixões Sport Club) 또는 레이숑이스(Leixões)는 포르투갈 마토지뉴스를 연고로 하는 축구 클럽이다. 레이숑이스는 축구와 권투, 가라테와 배구, 수영과 당구 팀도 운영하고 있지만, 그 중에서도 축구 팀이 가장 많이 알려져 있다.

## 성적
- 리가 드 온하: 우승 1회 (2006–07)
- 세군다 디비장: 우승 1회 (2003)
- 타사 드 포르투갈: 우승 1회 (1960–61), 준우승 1회 (2001–02)
- 포르투갈 슈퍼컵: 준우승 1회 (2002)

## 선수 명단

### 현역
참고: FIFA 자격 규정에 따라 소속된 국가대표팀 국기를 표시합니다. 선수는 복수의 FIFA 비회원국 국적을 가지고 있을 수 있습니다.
| 번호 | 포지션 | 국적         | 이름              |
| ---- | ------ | ------------ | ----------------- |
| 8    | MF     |              | 라파 프레이타스   |
| 13   | MF     | 코트디부아르 | 에브라드 재그     |
| 19   | FW     | 나이지리아   | 모루프딘 모스후드 |
| 23   | DF     |              | 헨리크 젤랑       |

| 번호 | 포지션 | 국적     | 이름                |
| ---- | ------ | -------- | ------------------- |
| 51   | GK     | 세르비아 | 이고르 스테파노비치 |
| 91   | FW     | 포르투갈 | 히카르두 발렌트     |